# ميغيل تيم
ميغيل تيم (بالإنجليزية: Miguel Timm)‏ هو لاعب كرة قدم جنوب أفريقي في مركز الوسط، ولد في 31 يناير 1992 في جوهانسبرغ في جنوب أفريقيا. لعب مع بيدفيست ويتس ونادي مبومالانجا بلاك أسأت.

## وصلات خارجية
- ميغيل تيم على موقع قاعدة بيانات كرة القدم.إي يو (الإنجليزية)
- ميغيل تيم على موقع Soccerway.com (الإنجليزية)